# Toni Merkens

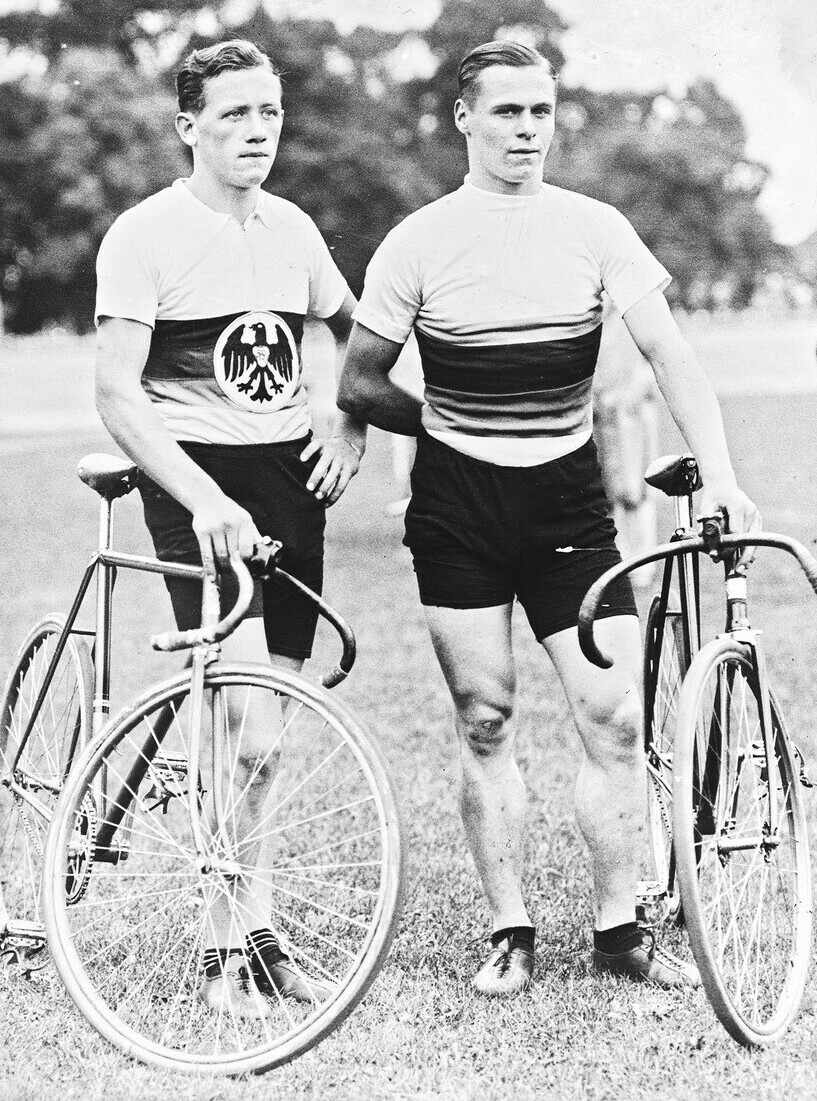
Toni Merkens (l.) mit Albert Richter am Herne Hill Velodrome (1932)

Nikolaus Anton „Toni“ Merkens (* 21. Juni 1912 in Köln; † 20. Juni 1944 in Wildbad) war ein deutscher Radrennfahrer. 1936 wurde er Olympiasieger im Sprint.

## Radsportkarriere
Toni Merkens wurde als Sohn des Schlossers Peter Merkens geboren. Er hatte drei Brüder und eine Schwester. Sein Bruder Josef Merkens („Jupp“) wurde ebenfalls Radrennfahrer. Sein erstes Fahrrad schenkte ihm der ältere Bruder Jupp, der später bei Steherrennen als sein Schrittmacher fungierte. Er machte eine Ausbildung zum Fahrradmechaniker bei Fritz Köthke, einem seinerzeit namhaften Rahmenbauer in Köln. Sein Spitzname lautete et Föttche (das Popöchen). In dieser Zeit trat er dem RC Schmitter bei. Mit Hans Krewer (1912–1933) als Partner errang er 1931 in einem Zweier-Mannschaftsfahren seinen ersten Sieg. 1933 gewann er seinen ersten Deutschen Meistertitel im Sprint. 1934 konnte er diesen Erfolg wiederholen und gewann auch bei den Offenen Britischen Meisterschaften sowie beim Grand Prix de Paris und siegte auch im Großen Preis von Thüringen. Bei den Bahn-Weltmeisterschaften im selben Jahr in Leipzig belegte er den vierten Platz. Als Amateur siegte er im Grand Prix Kopenhagen 1934 und 1936. 1935 gewann er erneut die Meisterschaft im Sprint von Deutschland und Großbritannien sowie den Pariser Grand Prix. 1934 siegte er im traditionsreichen Muratti Gold Cup auf der Radrennbahn von Manchester. 1936 und 1940 gewann er den Großen Preis von Berlin.
Obwohl einiges darauf hindeutet, dass Merkens gerne Profi geworden wäre, blieb er bis 1937 Amateur, wohl auf Anordnung des Reichsradsportführers, der den Sportler bei den Olympischen Sommerspielen 1936 in Berlin starten sehen wollte. Im März 1936 erschien in der Verbandszeitschrift Der Deutsche Radfahrer ein Aufruf von Merkens zur bevorstehenden Reichstagswahl: „Diese historische Tat in Verbindung mit der Einführung der allgemeinen Wehrpflicht läßt das Herz eines jeden Sportgenossen höher schlagen und in Dankbarkeit blicken wir auf zu unserem genialen Führer und Volkskanzler Adolf Hitler.“
Bei den Weltmeisterschaften 1935 in Brüssel konnte Merkens ebenfalls den Titel erringen, als er im Finale den Niederländer Arie van Vliet mit 2:1 Läufen besiegen konnte. 1936 bei den Olympischen Spielen in Berlin galt Merkens nach der erfolgreichen Saison 1935 als Favorit im Sprint. Im Finale traf er erneut auf van Vliet. Merkens siegte in beiden Läufen, die Niederländer legten aber gegen die Wertung des ersten Laufs Protest ein, weil Merkens van Vliet behindert habe. Die Jury entschied, dass der Lauf gewertet werden solle, aber Merkens wegen Verlassens der Fahrlinie eine Geldstrafe von 100 Goldfranken bezahlen müsse. Diese geringe Strafe ist ein einzigartiger Fall in der olympischen Geschichte. Bei der Schlussfeier trug Merkens die olympische Fahne.
Unmittelbar nach den Olympischen Spielen 1936 trat Merkens ins Profilager über. Sein erstes Rennen als Berufsfahrer bestritt er jedoch nicht in seiner Spezialdisziplin, dem Sprint, sondern im Zweier-Mannschaftsfahren mit Gottfried Hürtgen beim Londoner Sechstagerennen. 1937 und 1939 wurde er Deutscher Vizemeister im Sprint. 1940 wurde er Deutscher Meister der Steher, 1941 Vizemeister; 1942 wurde Merkens dann auch bei den Profis Deutscher Meister im Sprint sowie erneut Vizemeister bei den Stehern. Seinen letzten Sieg holte er am 5. Oktober 1941 in einem Steherrennen in Köln.

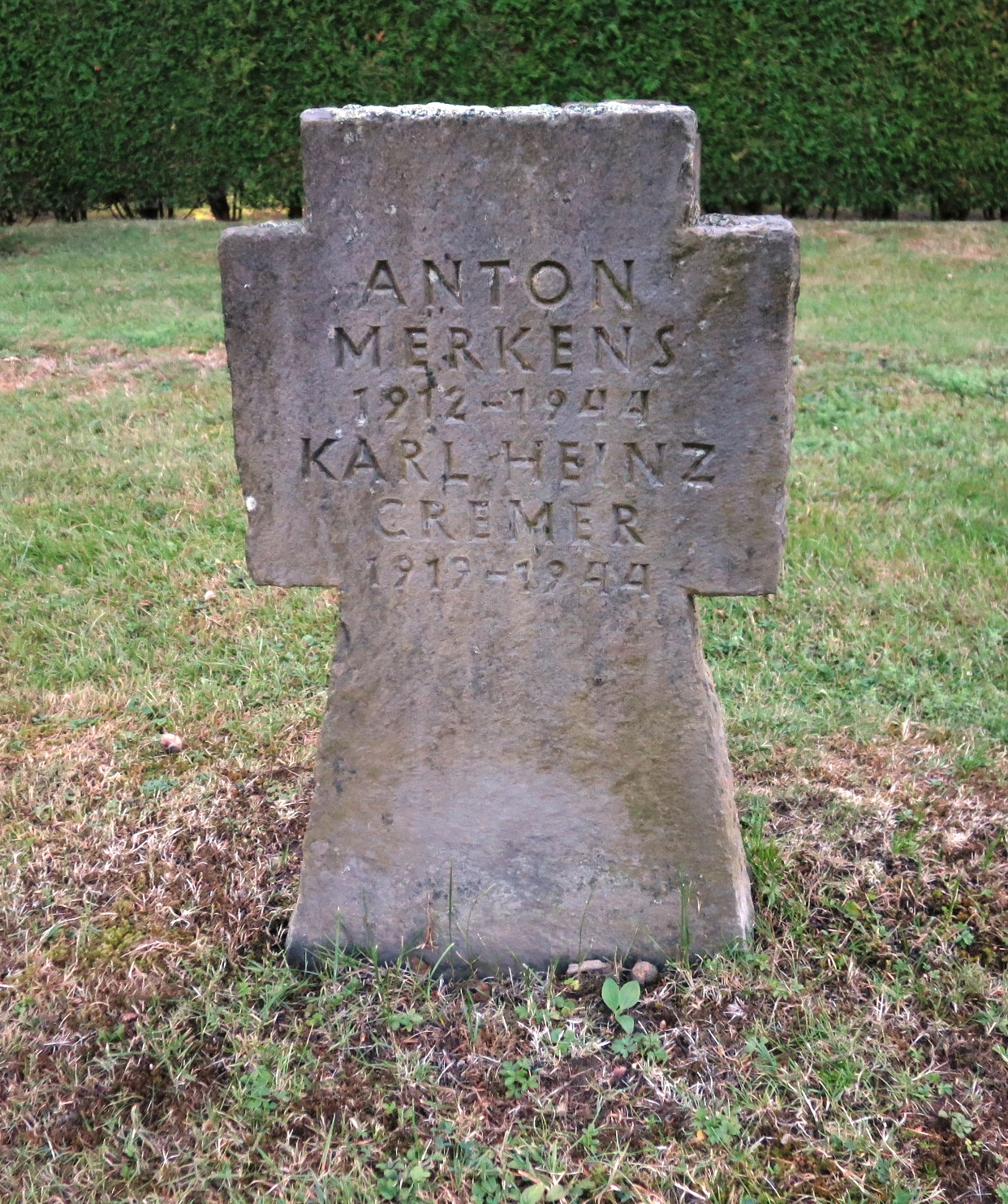
Anton Merkens – Kriegsgrab auf dem Kölner Südfriedhof

## Tod im Lazarett
1942 wurde Merkens zur Wehrmacht eingezogen. An der Ostfront traf ihn ein Granatsplitter zwischen Herz und Lunge. 1944 erkrankte er in einem Lazarett in Wildbad an Hirnhautentzündung und starb.
Seine Grabstätte befindet sich auf einem der deutschen Kriegsgräberfelder des Kölner Südfriedhofs (Flur 44 E Nr. 75).

## Gedenken

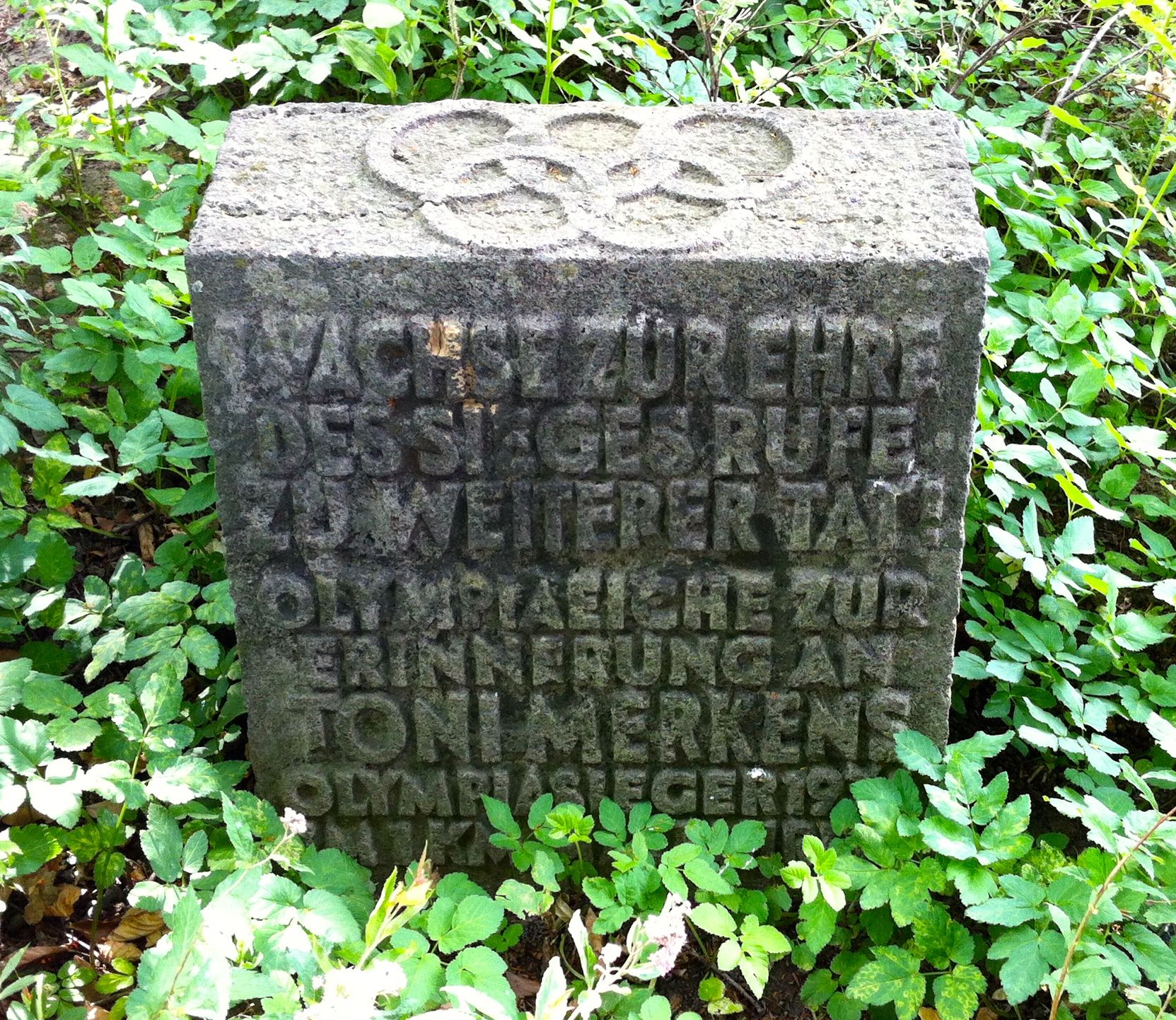
Gedenkstein für Toni Merkens am Radstadion Köln

Im Münchener Olympiapark führt der Toni-Merkens-Weg vom Olympiastadion zum ehemaligen Standort des Radstadions. Das Radstadion, wo seit Januar 2020 die neue Multifunktionsarena SAP Garden gebaut wird, hatte die Adresse Toni-Merkens-Weg 4. Vor dem Radstadion Köln erinnert die „Olympia-Eiche“ an Merkens, die er mit seinem Olympiasieg geschenkt bekommen und dort selbst gepflanzt hatte. Ein Gedenkstein mit der Inschrift „Wachse zur Ehre, rufe zur weiteren Tat“, der 1948 errichtet wurde, erinnert an ihn.

## Trivia
In Großbritannien gab es in den 1960er Jahren einen Radrennfahrer, dessen Großvater ein großer Verehrer von Toni Merkens war und diesen persönlich gekannt hatte. Auf Anregung dieses Mannes wurde sein Enkel auf den Namen „Toni Merkens Edward Smith“ getauft. Dieser startete 1967 beim britischen White-Hope-Rennen, einem Sprinterturnier für Nachwuchsfahrer.